# Łazar Biczerachow
Łazar Fiodorowicz Biczerachow, ros. Лазарь Федорович Бичерахов (ur. 3 listopada?/15 listopada 1882 w Petersburgu, zm. 22 czerwca 1952 w Ulm) – rosyjski wojskowy (generał major), emigracyjny działacz narodowowyzwoleńczy, członek Komitetu Wyzwolenia Narodów Rosji pod koniec II wojny światowej.

## Życiorys
Był z pochodzenia Osetyjczykiem. Ukończył szkołę realną w Sankt Petersburgu, a następnie aleksiejewską szkołę wojskową w Moskwie. W latach 1909–1912 uczestniczył w wyprawie perskiej w stopniu sotnika. Brał udział w I wojnie światowej. W latach 1914–1915 służył na Kaukazie w szeregach 1 Kaukaskiej Dywizji Kozackiej. Następnie dowodził w stopniu podesauła ochotniczym samodzielnym oddziałem Kozaków terskich, który działał na tyłach tureckich wojsk w Persji. Od jesieni 1917 r. współuczestniczył wraz z Brytyjczykami w działaniach przeciwko perskim powstańcom. Następnie ochraniał ewakuację Kaukaskiego Korpusu Kawalerii, który wycofywał się do rejonu Enzeli w Persji. W czerwcu tego roku prowadził rozmowy z dowódcą brytyjskich wojsk w Persji w sprawie wspólnych działań przeciwko Turkom. 1 lipca przeprowadził desant swojego oddziału w rejonie Baku. Próbował się tam porozumieć zarówno z miejscowymi komunistami, jak też przedstawicielami władz Demokratycznej Republiki Azerbejdżanu. 30 lipca wycofał się – pod wpływem zbliżających się do Baku wojsk tureckich – do Dagestanu, gdzie przy wsparciu Brytyjczyków zajął Derbent i Machaczkałę. Jednakże już pod koniec sierpnia był zmuszony przejść na terytorium Persji. We wrześniu nawiązał kontakt z białymi gen. Antona Denikina i z powrotem opanował Machaczkałę. Przez dowództwo białych został mianowany głównodowodzącym siłami rosyjskimi w regionie w stopniu generała majora. W listopadzie wraz ze swoimi wojskami przybył do Baku, gdzie na początku 1919 r. Brytyjczycy rozwiązali jego oddziały. Przeszedł wówczas na służbę do gen. A. Denikina. Po klęskach białych w 1920 r., wyjechał do Wielkiej Brytanii. W 1928 r. przeniósł się do Niemiec. Na emigracji kierował osetyjskim ruchem wyzwoleńczym. W okresie II wojny światowej kolaborował z narodowymi socjalistami. Pod koniec 1944 r. wstąpił do Komitetu Wyzwolenia Narodów Rosji jako przedstawiciel narodów zachodniokaukaskich. Po zakończeniu wojny zamieszkał w zachodnich Niemczech, gdzie zmarł 22 czerwca 1952 r.